# Erpe (Twiste)
Die Erpe ist ein 26 km langer, südlicher und rechter Zufluss der Twiste in den hessischen Landkreisen Kassel und Waldeck-Frankenberg (Deutschland).

## Name
Der Name leitet sich von altsächsisch *Erpa ='die Dunkelfarbige' ab.

## Geographie

### Verlauf
Die Erpe entspringt im nordhessischen Naturpark Habichtswald südlich von Oelshausen (südsüdwestlicher Stadtteil von Zierenberg). Ihr Quellgebiet mit 6 Quellbächen liegt auf dem westlichen bis nördlichen Hängen des Wattenbergs (516,2 m ü. NHN); in nordnordöstlicher Nachbarschaft des Quellgebiets befindet sich der Hundsberg (496 m). Die Kilometrierung der Erpe beginnt auf dem Westhang des Wattenbergs etwa 390 m Höhe.
Die von Beginn an und den Großteil ihrer Strecke im Landkreis Kassel verlaufende Erpe fließt zunächst in nördlicher Richtung durch Oelshausen, wonach sie von der Bundesstraße 251 überbrückt ist und dann die Teichmühle und den östlich gelegenen Burghasunger Berg (Hasunger Berg; 479,7 m) passiert. Danach verläuft sie nordwestwärts durch Wenigen- und Altenhasungen (östliche Stadtteile von Wolfhagen), wobei sie am nordöstlich aufragenden Großen Bärenberg (600,7 m) vorbeifließt.
Nach Passieren der Rasenmühle mündet der vom Osthang des Isthabergs (523,1 m) heran fließende Lohbach ein. Anschließend fließt die Erpe am Schützeberger Hof und, nach Unterqueren der Bahnstrecke Volkmarsen–Vellmar-Obervellmar (Erpetalbrücke), an der Neuen Mühle und der Oleimühle vorbei; beide stehen südlich des Schützebergs (277,2 m). Dann ist der Bach im Abschnitt Nothfelden–Wolfhagen von der Landesstraße 3214 überbrückt, die dort Teil der Deutschen Fachwerkstraße ist. Nach der Einmündung des von Südwesten kommenden Mühlenwassers, etwa 1,5 km nordöstlich von Wolfhagen, passiert der Bach die Wüstung Renlewessen sowie das zu Wolfhagen gehörende Elmarshausen mit dem Wasserschloss Elmarshausen und der Dorfwüstung Witmarsen und verläuft dann entlang der Bahnstrecke vorbei an der Stadtwüstung Landsberg und der Burgruine Rodersen.
Danach fließt die Erpe durch das Hochwasserrückhaltebecken Ehringen, in dem sie die Grenze zum Landkreis Waldeck-Frankenberg übertritt. Rechtsseitig mündet die von Niederelsungen (Stadtteil von Wolfhagen) kommende Dase ebenfalls in das Hochwasserrückhaltebecken Ehringen. Etwas unterhalb von dessen Staudamm verläuft die Erpe durch Ehringen (südsüdöstlicher Stadtteil von Volkmarsen), wo linksseitig von Viesebeck (zu Wolfhagen) kommend der Viesebeckerbach einfließt. Nach rechtsseitigem Einmünden des Rhödaer Bachs passiert der Bach direkt östlich die Kernstadt von Volkmarsen bei der Vogelsangmühle.
Etwa 1 km nördlich von Volkmarsen bzw. unweit nordnordwestlich der Ruine Kugelsburg, die sich östlich über dem Bach auf dem Kugelsberg befindet, mündet die Erpe in die dort von Südwesten kommende Twiste, einem südlichen Zufluss der Diemel im Flusssystem der Weser.

### Naturräumliche Zuordnung
Die Erpe entspringt in der naturräumlichen Haupteinheitengruppe Westhessisches Bergland (Westhessisches Berg- und Senkenland; Nr. 34) und innerhalb der Haupteinheit Habichtswälder Bergland (342) in der Untereinheit Hinterhabichtswälder Kuppen (342.2). Anschließend fließt sie in der Haupteinheit Ostwaldecker Randsenken (341) durch die Naturräume Isthaebene (341.34), Altenhasunger Graben (341.33) und Ehringer Senke (341.30), die zur Untereinheit Wolfhager Hügelland (341.3) gehören; die Mündung liegt in der Untereinheit Volkmarser Becken (341.2).

### Einzugsgebiet und Zuflüsse
Die Einzugsgebiet der Erpe ist 153,651 km² groß. Zu ihren Zuflüssen gehören bachabwärts betrachtet (Daten laut im Tabellenkopf genannten Einzelnachweisen):
| Name                                                             | Seite  | Länge (km) | Quell-          | Mündungs-       | Mündungs- ort (Abk.)  | Mü-Stat. (km) | EZG (km²) | GKZ       |
| Name                                                             | Seite  | Länge (km) | höhe (m ü. NHN) | höhe (m ü. NHN) | Mündungs- ort (Abk.)  | Mü-Stat. (km) | EZG (km²) | GKZ       |
| ---------------------------------------------------------------- | ------ | ---------- | --------------- | --------------- | --------------------- | ------------- | --------- | --------- |
| Bach vom Hundsberg                                               | rechts | 01,4       | 400             | 328             | Oelshausen (u)        | 23,10         |           | 4448-1192 |
| Linsebach                                                        | links  | 02,7       | 353             | 294             | Wenigenhasungen (i)   | 20,40         |           | 4448-1196 |
| Bach vom Sollberg                                                | rechts | 02,8       | 395             | 292             | Wenigenhasungen (u)   | 20,05         |           | 4448-192  |
| Bach vom Rohrberg                                                | rechts | 01,3       | 340             | 285             | Wenigenhasungen (u)   | 19,45         |           | 4448-194  |
| Bach vom Großen Bärenberg                                        | rechts | 00,9       | 310             | 276             | Altenhasungen (i)     | 18,75         |           | 4448-196  |
| Lohbach                                                          | links  | 4          | 334             | 248             | Schützeberger Hof (o) | 16,25         | 05,05     | 4448-2    |
| Mühlenwasser                                                     | links  | 11,3       | 345             | 235             | Oleimühle (u)         | 15,10         | 54,27     | 4448-4    |
| Bach vom Warteberg                                               | rechts | 2          | 309             | 226             | Elmarshausen (u)      | 11,55         |           | 4448-514  |
| Bach im Schmiedegrund                                            | rechts | 01,8       | 330             | 214             | Elmarshausen (u)      | 11,00         |           | 4448-516  |
| Dase                                                             | rechts | 09,9       | 307             | 201             | Ehringen (o)          | 08,45         | 31,54     | 4448-6    |
| Viesebeckerbach                                                  | links  | 07,3       | 315             | 194             | Ehringen (i)          | 07,20         | 21,23     | 4448-72   |
| Bach vom Heidelbeerenberg                                        | rechts | 01,5       | 300             | 193             | Ehringen (i)          | 07,10         |           | 4448-7322 |
| Rhödaer Bach                                                     | rechts | 03,6       | 280             | 184             | Volkmarsen (o)        | 03,75         | 08,70     | 4448-8    |
| Bach vom Hohen Steiger                                           | rechts | 01,2       | 225             | 177             | Volkmarsen (u)        | 00,55         |           | 4448-94   |
| Abkürzungen: o = oberhalb, i = im, u = unterhalb vom Mündungsort |        |            |                 |                 |                       |               |           |           |

### Wasserscheide
Das Quellgebiet der Erpe liegt auf der Diemel-Eder/Fulda/Weser-Wasserscheide. Während das Wasser der Erpe, die in nördliche Richtung fließt, durch die Twiste und Diemel die Weser erreicht, läuft jenes des Spolebachs, der etwa 900 m westlich der Erpequelle entspringt und überwiegend südwestwärts verläuft, durch die Elbe, Eder und Fulda zur Weser, und auch die südostwärts fließende Ems, die etwas südlich des Wattenbergs bei Schauenburg-Martinhagen vorbeifließt, entwässert durch die Eder und Fulda zur Weser.

## Sehenswertes und Kulturbauten
Zu den Sehenswürdigkeiten an und nahe der Erpe gehören der Burghasunger Berg (früher Standort des Klosters Hasungen), der Große Bärenberg mit dem Bärenbergturm, der Schützeberg, die Erpetalbrücke, das Wasserschloss Elmarshausen, die Stadtwüstung Landsberg, die Burgruine Rodersen und die Ruine der Kugelsburg.